# MHD発電

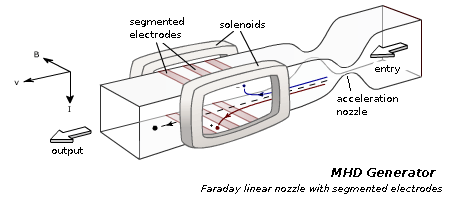
MHD発電の原理を示した図

MHD発電（エムエイチディーはつでん、MHD power generation）は、ファラデーの電磁誘導の法則を用いて行う発電。電磁流体発電（でんじりゅうたいはつでん）ともいい、「MHD」は電磁流体力学を意味する「Magneto-Hydro-Dynamics」の略。

## 概要
超伝導磁石などを用いてパイプに垂直な方向に磁界をかけ、パイプにプラズマなどの流体を流すと、パイプ内に張った電極を通して横方向に電流が流れる。
高いエネルギー効率が期待されるため、通商産業省のムーンライト計画、サンシャイン計画などのエネルギー開発プロジェクトで巨額の研究開発費を投資し、東京工業大学のMHD発電研究グループが発電実験装置「FUJI-1」を開発するなどした。しかし高温流体を流すパイプ内の電極が腐蝕しやすいなどの問題が解決できず、東芝や日立製作所など民間企業は撤退し、政府主導のプロジェクトも終了した。現在では東京工業大学の奥野喜裕らが研究を継続している。
耐久性が無く長期間の使用に耐えないという欠点は、瞬間的に大電力を発生させるパルス発電機としての使用法なら問題にならないため、非常用の電源や軍事用の爆薬発電機として使用する方法が研究されている。

## リンク
- 「ＭＨＤ発電」って何？ - 東京工業大学奥野喜裕研究室